# Anthene definita
Anthene definita är en fjärilsart som beskrevs av Butler 1899. Anthene definita ingår i släktet Anthene och familjen juvelvingar. Inga underarter finns listade i Catalogue of Life.

## Bildgalleri

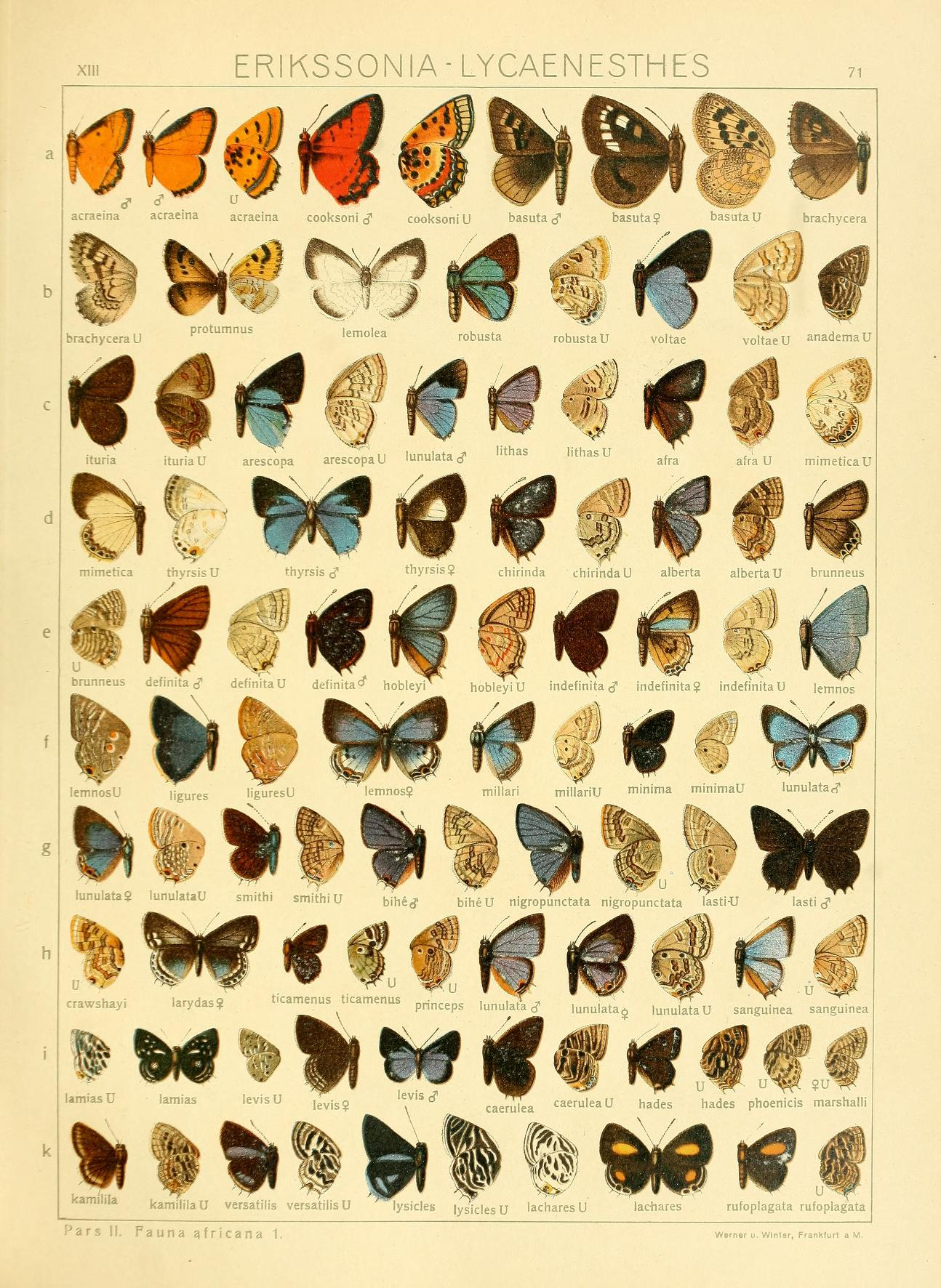